# Val Mara
La val Mara è una valle situata nel Canton Ticino in Svizzera e prende il nome dall'omonimo torrente.

Quasi del tutto posta in territorio elvetico, tranne una piccola porzione  in Italia (Provincia di Como).

La vallata inizia sulle rive del Lago di Lugano nel territorio del comune di Val Mara, sale dolcemente verso i centri di Arogno e Rovio situati sui due fianchi opposti. All'altezza della dogana svizzera piegando a sinistra, diventa improvvisamente angusta, stretta tra i massicci della Sighignola e del monte Generoso. A quel punto, superato un tratto particolarmente ripido caratterizzato da strettissimi tornanti, si giunge al posto di confine italiano, subito si sbocca nell'altopiano di Lanzo d'Intelvi e quindi nella valle da cui prende il nome.

## Principali monti
- monte Sighignola - 1.320 m
- monte Creggio - 1.184 m
- Sasso Bovè - 1.015 m